# Panorpa germanica
Espèce
Panorpa germanica est une espèce de panorpes ou « mouches scorpions », des insectes de l'ordre des mécoptères.

## Identification
La plupart des individus de Panorpa germanica sont facilement reconnaissables à leurs nombreuses petites taches bien séparées sur les ailes avant. Néanmoins, certains individus intermédiaires peuvent être confondus. Les individus les moins marqués peuvent être confondus avec Panorpa alpina alors que les plus marqués avec P. communis.
Panorpa germanica se différencie de P. alpina par la bande noire à l'extrémité de l'aile qui touche le bord apical. Chez P. alpina, cette bande est souvent absente ou très fine et nettement séparée du bord apical de l'aile. Aussi, P. alpina possède une tache de chaque côté du pterostigma. Chez P. germanica, la tache du côté apical du pterostigma est généralement confondue avec la tache apicale de l'aile et n'est pas en contact avec le pterostigma.

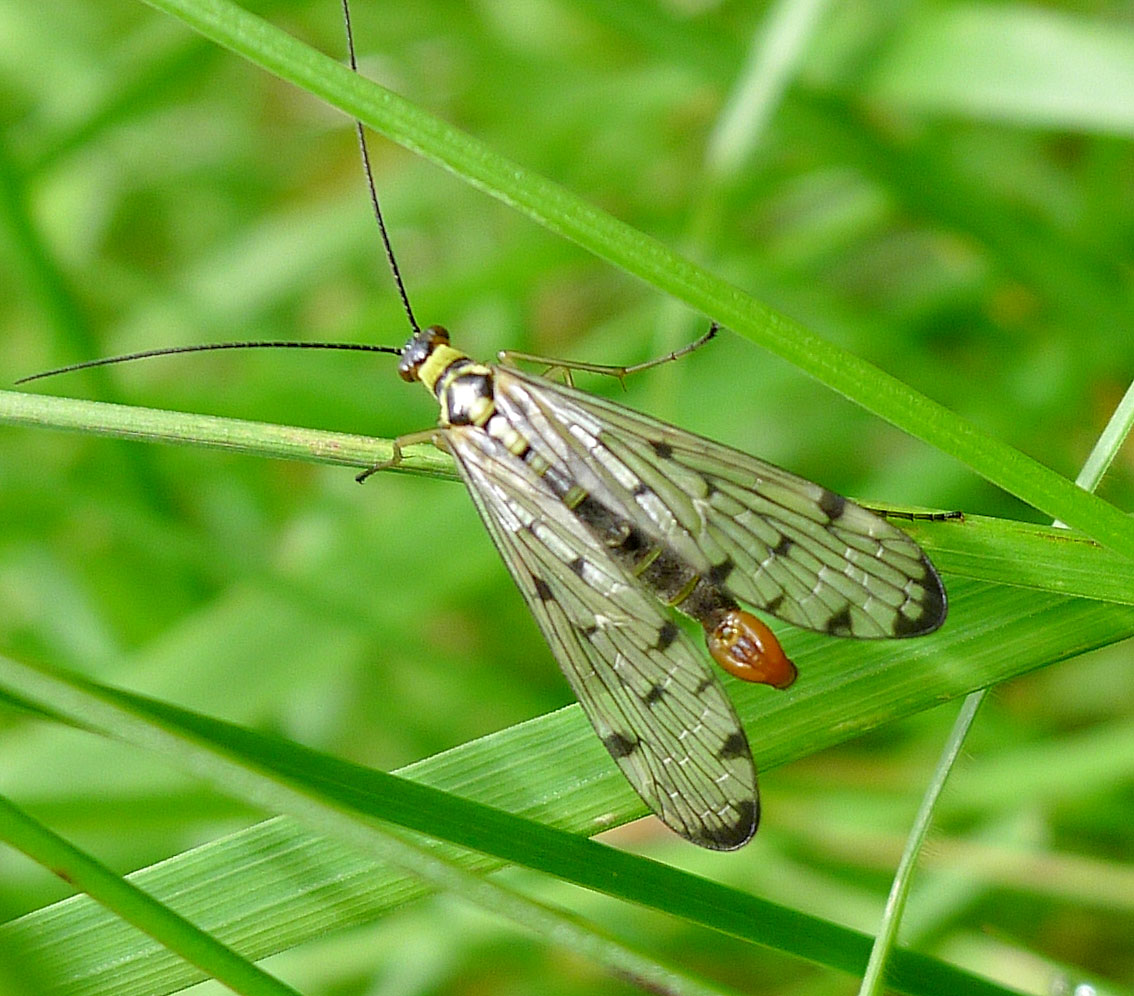
Panorpa germanica
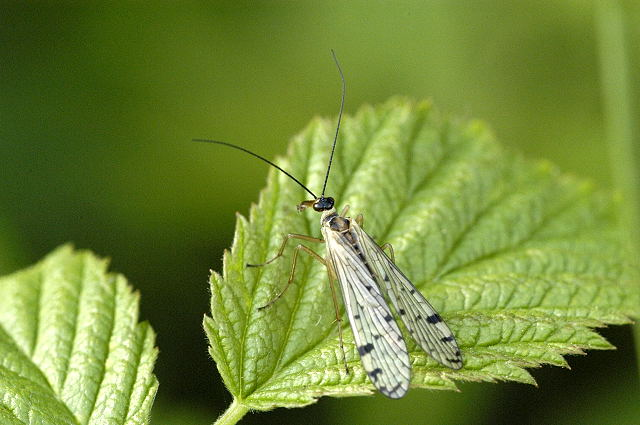
Panorpa alpina

La plupart des individus de Panorpa germanica se différencient facilement de P. communis par la nette séparation des taches qui se situent peu après le milieu des ailes avant. Néanmoins, chez certains individus ces taches sont tellement dilatées qu'elles fusionnent. Quand c'est le cas, les deux branches du côté postérieur (côté interne lorsque les ailes sont fermées) sont généralement symétriques alors que chez P. communis, la branche apicale est plus fine, non reliée aux autres taches ou absente.

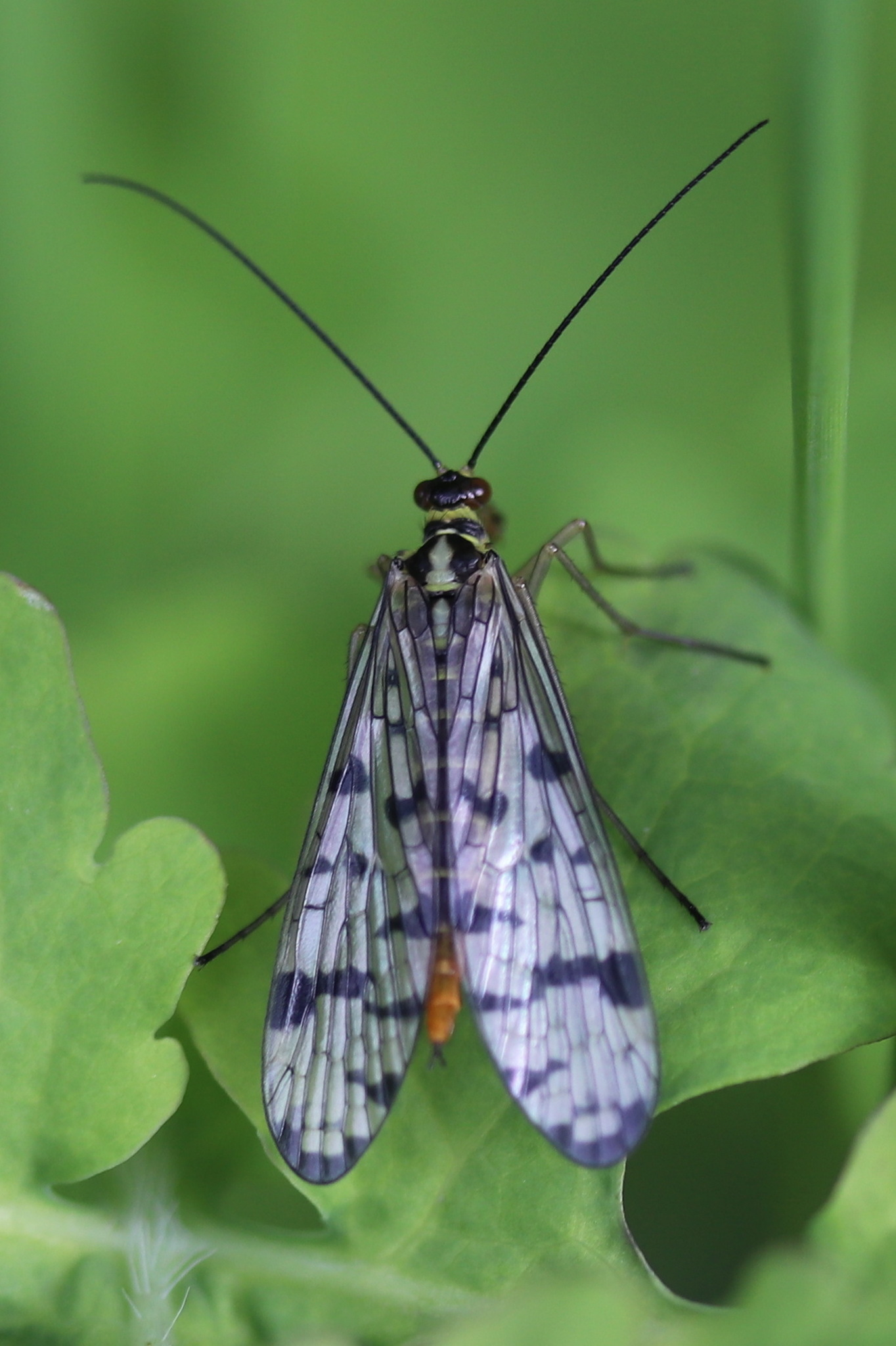
Panorpa germanica
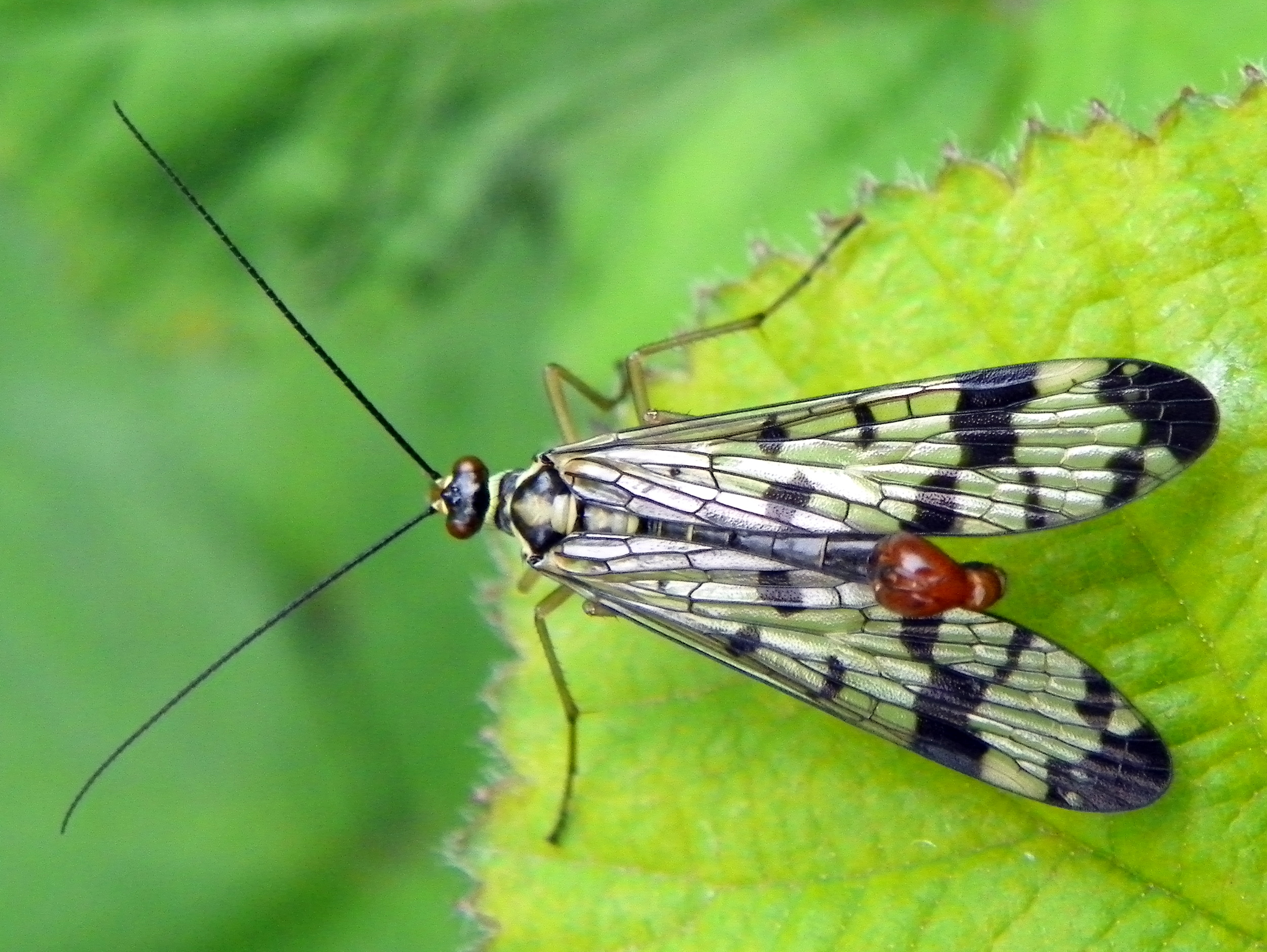
Panorpa communis

Si l'individu est un mâle une identification plus certaine peut être faite en observant le bulbe génital. Chez Panorpa germanica, les hypovalves sont particulièrement courtes et larges.

## Variabilité intraspécifique
Chez cette espèce, la taille des taches noires sur les ailes est particulièrement variable. Certains individus peuvent avoir les ailes pratiquement sans aucune tache alors que d'autres les ont très marquées.

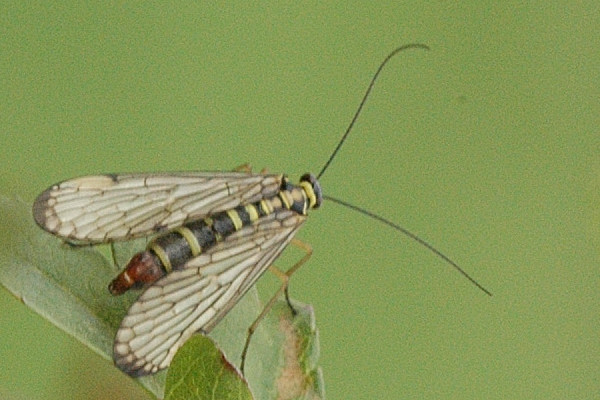
Ailes presque sans taches
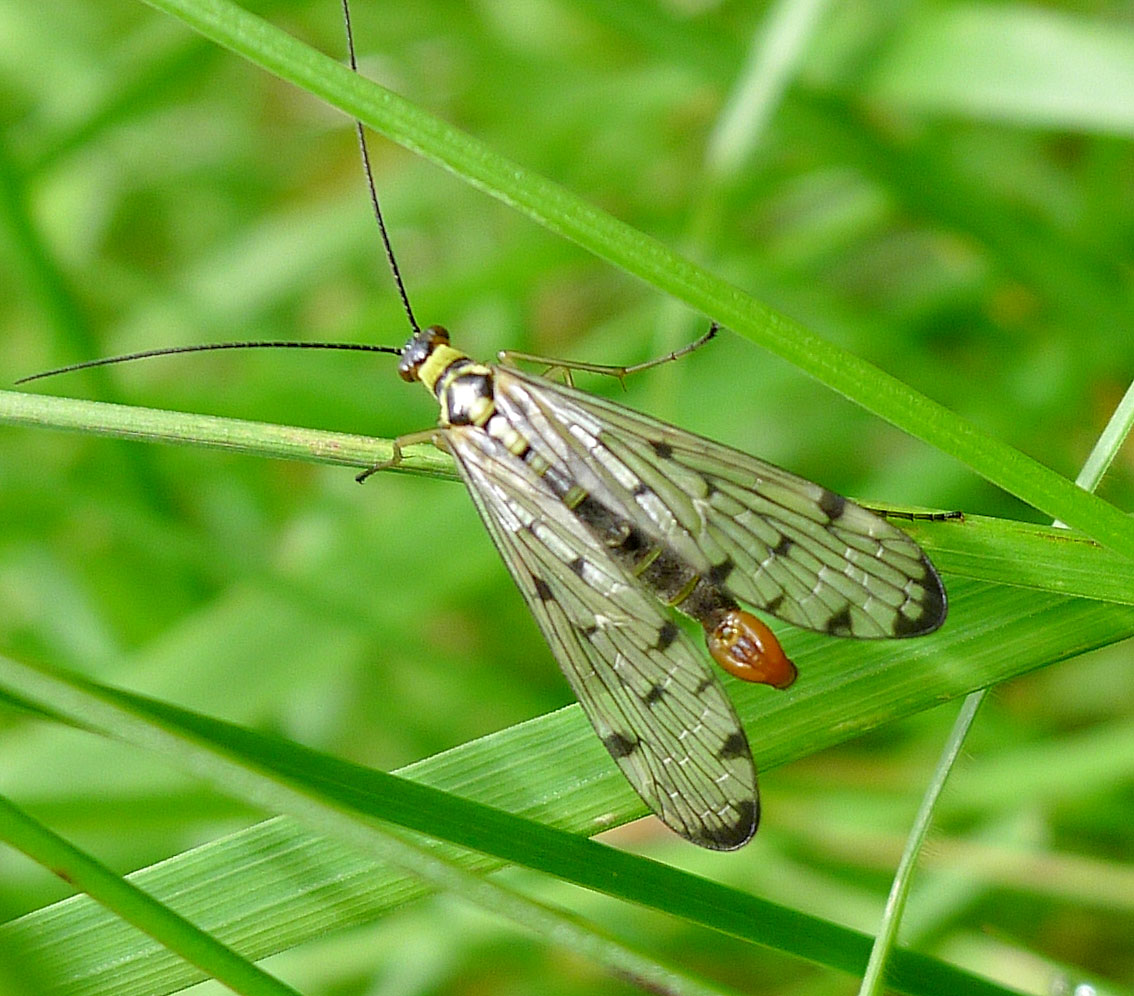
Ailes faiblement tachetées mais typique
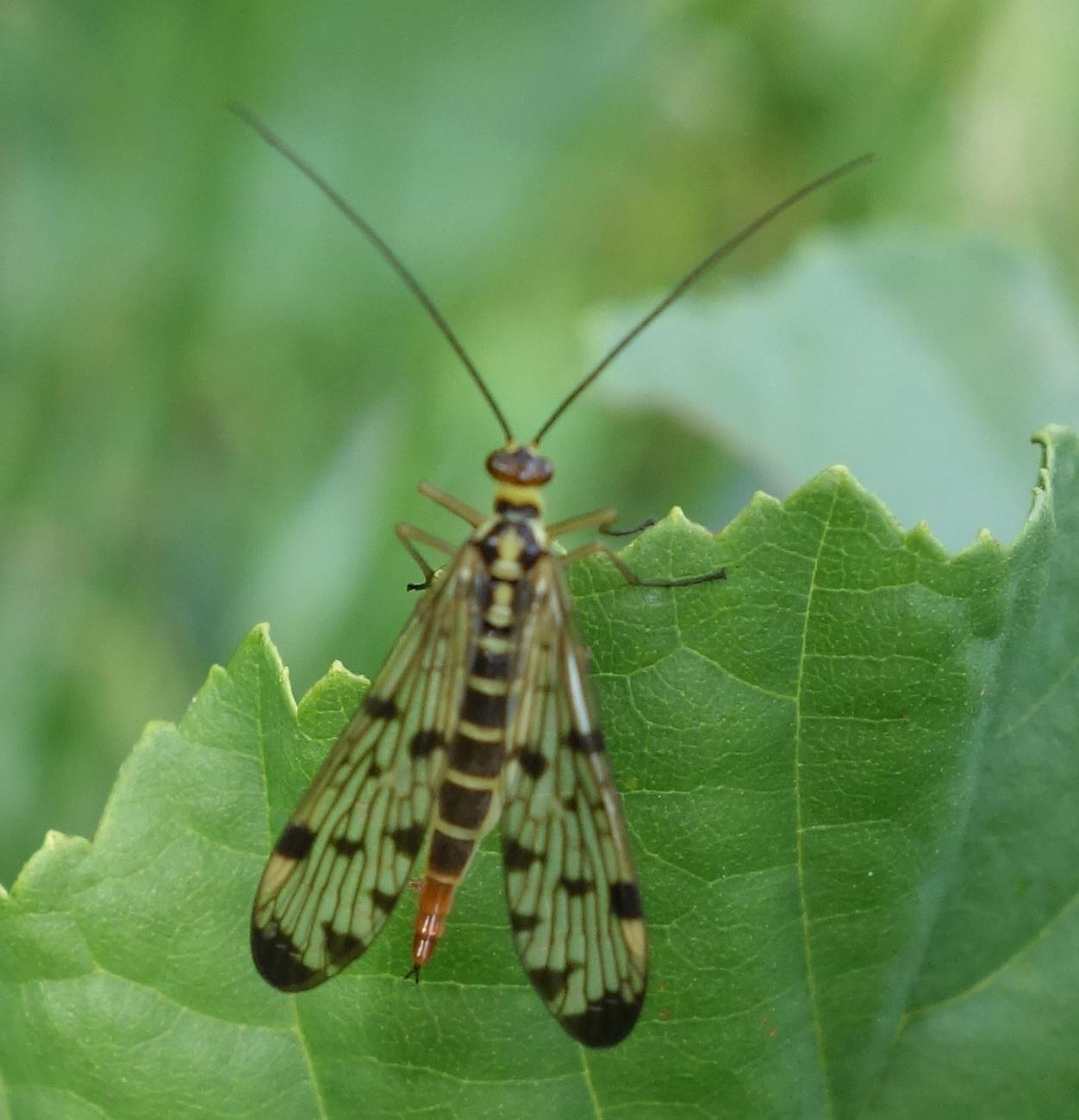
Ailes typiques plus fortement tachetées
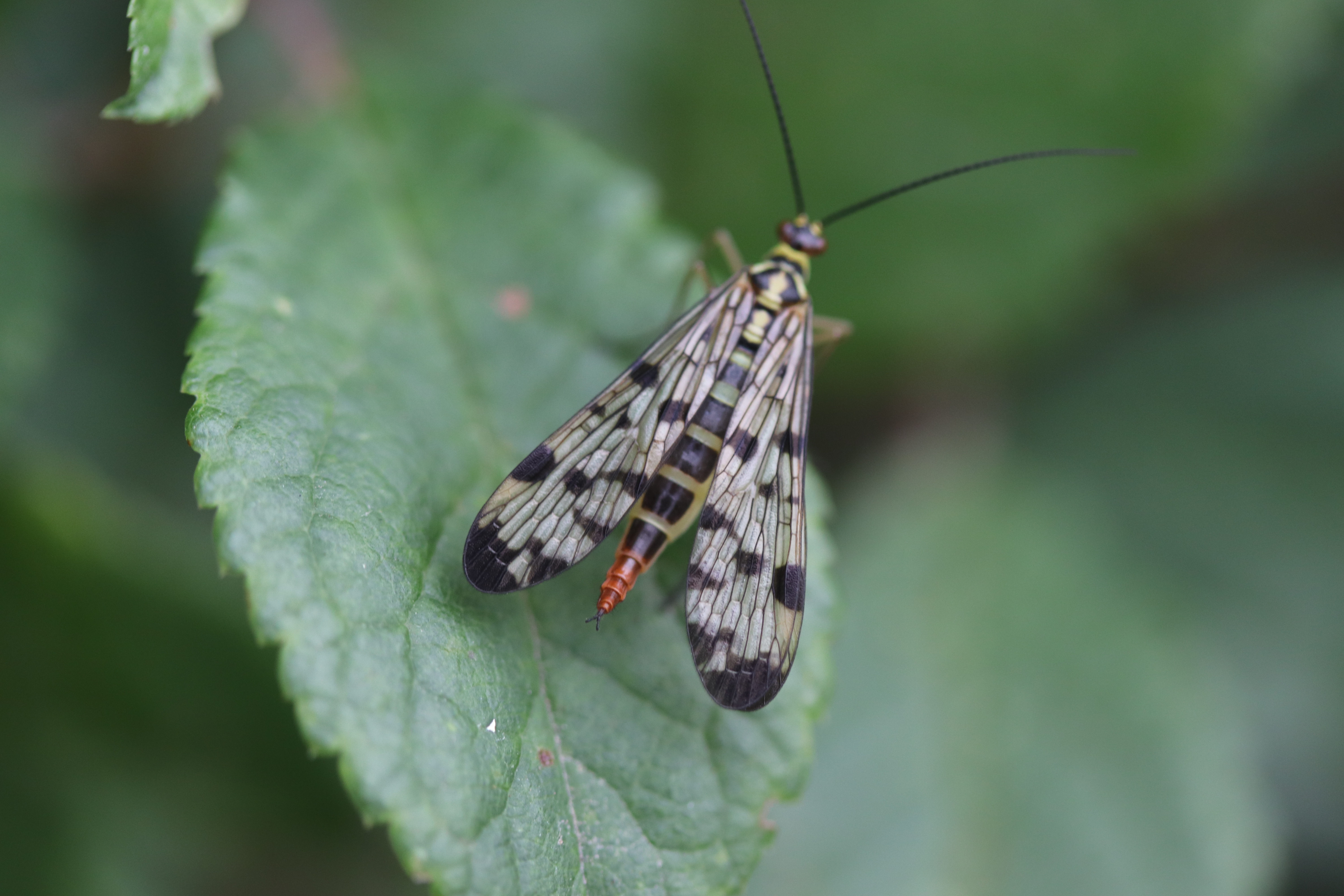
Ailes fortement tachetées

## Liste des sous-espèces présentes en Europe
- Panorpa germanica euboica Lauterbach 1972
- Panorpa germanica germanica Linnaeus 1758
- Panorpa germanica gibberosa MacLachlan 1869
- Panorpa germanica graeca Lauterbach 1972
- Panorpa germanica riegeri Lauterbach 1971
- Panorpa germanica rumelica Lauterbach 1972
- Panorpa germanica titschacki Esben-Petersen 1934